# Kungsvägen, Karlskoga
För andra betydelser, se Kungsvägen.

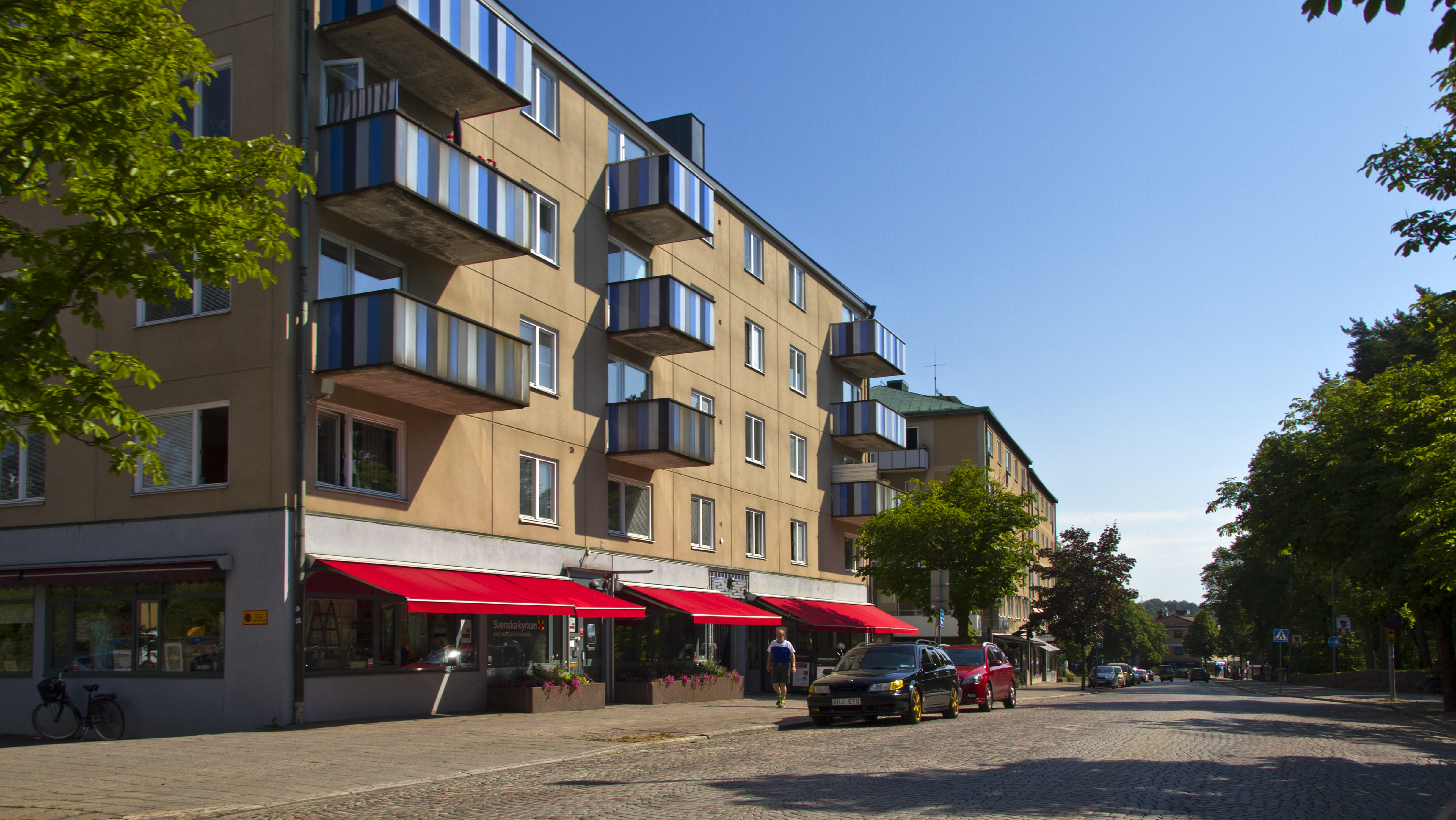
Kungsvägen, 2014.

Kungsvägen är en gata i centrala Karlskoga som ansluter till Värmlandsvägen, Centralplan och Bergsmansgatan. Längs gatan finns flera för Karlskoga betydelsefulla platser och byggnader, bland annat Karlskoga kyrka, en minnessten över Karl IX, Tingshusparken, Karlskoga konsthall och Karlskoga sjukstuga. Tidigare låg även Karlshall här, där Alfred Nobels testamente lagfors, men den har senare rivits. 

## Byggnader och platser längs med Kungsvägen
I byggnadernas husnummer-ordning:
| Bild | Artikelnamn         | Nr | Typ (ursprunglig användning) | Kort beskrivning                                                           |
| ---- | ------------------- | -- | ---------------------------- | -------------------------------------------------------------------------- |
|      | Karlskoga kyrka     |    | Kyrka                        | Församlingskyrka i Karlskoga församling.                                   |
|      | Minnessten Karl IX  |    | Minnesmärke                  |                                                                            |
|      | Gamla kyrkogården   |    |                              |                                                                            |
|      | Möckelns hall       |    | Bokhandel, postanstalt m.fl. | Byggnaden uppfördes 1885 av Edouard Bartholdi.                             |
|      | Tingshusparken      |    | Park                         | Park med skulpturer av bland andra Arvid Knöppel.                          |
|      | Karlshall           |    | Häradsrätt                   | Häradsrätt i Karlskoga (riven 1945), där Alfred Nobels testamente lagfors. |
|      | Karlskoga sjukstuga |    | Sjukstuga                    | Invigdes 1901.                                                             |
|      | Centralhotellet     | 28 | Hotell                       | Uppfördes 1884–1885, men revs 1975.                                        |
|      | Karlskoga konsthall | 47 | Arrestlokal                  |                                                                            |